# Zend Framework
Zend Framework (ZF) — відкритий об'єктно орієнтований PHP-фреймворк. Випускається під BSD.
Zend намагається слідувати духу PHP, надає прості інтерфейси і потужну функціональність для розробки застосунків, надає розширення для побудови сучасних, швидких і безпечних сайтів. Ґрунтується на ідеях модель-вид-контролер. Розробляється компанією Zend Technologies, що є розробником самого PHP.
Каркас включає такі компоненти як 
- засоби розробки MVC (Model View Controller),
- прошарок для роботи з базами даних,
- побудований на базі Lucene пошуковий механізм,
- компоненти інтернаціоналізації (i18n),
- API для автентифікації і відстеження користувацьких сесій
- фільтрація даних, що надходять від користувача,
- класи для створення інтерактивних вебзастосунків
- робота з електронною поштою,
- ведення логів.

Крім MVC-компонентів Zend Framework містить безліч бібліотек, корисних для побудови програми. Також є компоненти для інтеграції зі сторонніми сервісами  — наприклад, YouTube,  del.icio.us і багатьма іншими. Починаючи з версії 1.6 постачається з JavaScript-фреймворком Dojo toolkit, а також містить компоненти для роботи з ним.